# LANIS-Bund
LANIS-Bund ist das Landschafts- und Naturschutzinformationssystem des Bundesamtes für Naturschutz (BfN). Es ist auf den Bedarf von Landschaftspflege und Naturschutz im Bundesamt abgestimmt.
Es wurde von der damaligen Bundesforschungsanstalt für Naturschutz und Landschaftsökologie (BFANL) zwischen 1974 und 1980 konzipiert und wird durch das heutige Bundesamt für Naturschutz (BfN) für die interne Nutzung betrieben.
Die wesentlichen Komponenten bilden ein Metainformationssystem zum Auffinden von LANIS-Bund-Objekten, das Recherchen nach Fach-, Raum- und Zeitbezug ermöglicht sowie XML-Schnittstellen zu den Datenbanken und Fachinformationssystemen innerhalb des BfN. Die Metadatenkomponente beruht in weiten Teilen auf dem Prinzip des öffentlichen Umweltdatenkataloges. LANIS-Bund ermöglicht so eine übergreifende Recherche in zahlreichen Informationsbeständen des BfN.
Als Fachbezug wird der Allgemeine Umweltthesaurus des Umweltbundesamtes sowie weitere naturschutzspezifische Mikrothesauri genutzt. Der Fachbezug ermöglicht die Recherche in einem definierten Wortgut, das hierarchisch aufgebaut ist und damit auch Recherchen nach übergeordneten, nachgeordneten oder ähnlichen Begriffen realisiert. Hintergrund des Raumbezuges sind sowohl geotopographische Basisinformationen als auch fachspezifische Schutzgebietsinformationen wie Nationalparke, Naturschutzgebiete oder Landschaftsschutzgebiete. Der Raumbezug stellt deren räumliche Beziehungen dar. 
Über XML-Schnittstellen werden weitere Datenbanken des BfN dynamisch abgefragt. Derzeit sind eine Schmetterlingsdatenbank, eine Kartendokumentation und prototypisch ein digitales Bildarchiv eingebunden. Die Rechercheergebnisse werden diensteorientiert, geographische Informationen beispielsweise in einem Mapping Service, dargestellt. LANIS-Bund erfüllt den Informationsbedarf der Mitarbeiter des BfN nach Naturschutzinformationen zur Erfüllung der Amtsaufgaben und wird dauerhaft gepflegt und weiterentwickelt.